# Colin Telfer
Colin McLeod Telfer (Hawick, 26 de febrer de 1947) fou un jugador i entrenador de rugbi escocès. Jugava a la posició de mig d'obertura.
Entre el 1968 i el 1976, fou convocat en 70 ocasions per jugar amb la selecció escocesa. El seu club era el Hawick RFC.